# Clinocentrus hungaricus
Clinocentrus hungaricus är en stekelart som beskrevs av Szepligeti 1906. Clinocentrus hungaricus ingår i släktet Clinocentrus och familjen bracksteklar. Inga underarter finns listade i Catalogue of Life.